# Vojislav Šešelj
Vojislav Šešelj (in serbo Војислав Шешељ?; Sarajevo, 11 ottobre 1954) è un politico serbo, fondatore e presidente del Partito Radicale Serbo, condannato nel 2018 per crimini contro l’umanità durante le guerre balcaniche.
Dal 1993 al 1998 e dal 2000 al 2003 è stato eletto deputato dell'Assemblea Nazionale di Serbia. È stato Vice Primo Ministro di Serbia (1998-2000), e nel periodo 1996–1998 è stato sindaco di Zemun. Alle elezioni del 2016 venne rieletto deputato del Parlamento serbo.
Estradato il 24 febbraio 2003 al Tribunale penale internazionale per l'ex-Jugoslavia, all'Aja fu sottoposto a processo per crimini di guerra venendo assolto in primo grado nel 2016 e infine condannato nel 2018 a dieci anni di carcere, già espletati, per crimini contro l'umanità.

## Biografia

### Primi anni
La famiglia Šešelj proviene dalla bassa Erzegovina, dal villaggio di Mareva Ljut nei pressi di Popovo Polje, vicino al villaggio di Zavala. Suo padre si chiamava Nikola e la madre Danica, mentre Vojislav prende il nome dal nonno. Fu battezzato il 25 novembre 1955 nel monastero di Zavala, secondo il rito serbo-ortodosso.
Vojislav nasce nel 1954 in una povera famiglia di Sarajevo. La famiglia viveva nella vecchia stazione ferroviaria, poiché il padre lavorava come conduttore a Sarajevo. Vojislav ha completato la scuola elementare nel reparto sperimentale, dopo di che si è iscritto al liceo. Si è laureato presso la Facoltà di Giurisprudenza di Sarajevo in soli due anni e otto mesi nel 1976 e completando poi un master nel 1977 ("Il concetto marxista del popolo armato"). Ha conseguito un dottorato di ricerca a Belgrado il 26 novembre 1979, sulla tesi "L'essenza politica del militarismo e fascismo". È tuttora il più giovane dottorando in tutta l'ex-Jugoslavia.

### Famiglia
La prima moglie fu Vesna Tunić, con la quale ebbe un figlio, Nikola (1984), mentre era in prigione. Poco dopo il divorzio ha sposato Jadranka, l'attuale moglie, e ha avuto tre figli: Aleksandar (1993), Mihajlo (1996) e Vladimir (1998).

### Carriera politica

#### Inizi
A soli 17 anni è ammesso nella Lega dei Comunisti di Jugoslavia, in riconoscimento della straordinaria dedizione al lavoro dopo l'azione di volontariato dopo il terremoto a Banja Luka. In seguito ha rifiutato l'ideologia comunista, diventando un dissidente e critico del regime comunista jugoslavo.
Agli inizi degli anni ottanta stabilisce legami con un gruppo di intellettuali serbi di orientamento pattriotico a Belgrado. Egli entrò in conflitto con le autorità comuniste della Repubblica Socialista di Bosnia ed Erzegovina e in particolare con gli allora leader della Lega dei comunisti della Bosnia ed Erzegovina Branko Mikulić e Hamdija Pozderac, in seguito alla protesta di plagio della tesi dottorale di Šešelj contro Branko Miljuš, protetto della coppia. Šešelj, fu così espulso dall'Università e poco dopo incarcerato e condannato a 8 anni di galera per "posizioni anarco-liberaliste e nazionaliste" e accusato di "crimine contro-rivoluzionario al fine di mettere in pericolo l'ordine sociale".
Su decisione della Corte suprema di Jugoslavia, la sua pena fu ridotta a sei, poi a quattro e infine a due anni. Nel carcere di Zenica ha trascorso 22 mesi, di cui più di sei mesi in isolamento. La liberazione anticipata nel 1986 fu influenzata da numerose proteste e petizioni di intellettuali provenienti da tutta la Jugoslavia e probabilmente dall'interesse della stampa per il suo caso. Dopo la liberazione fu però espulso dalla Società filosofica croata.
Uscito dal carcere, si trasferisce a Belgrado dove inizia a scrivere e pubblicare libri. Diventa così membro dell'Associazione degli scrittori di Serbia. Inizia una stretta collaborazione con l'intellettuale monarchico Vuk Drašković (in seguito suo avversario politico), che fa da testimone al battesimo di suo figlio Nikola.
Durante il 1989, Vojislav Šešelj tenne un totale di 97 lezioni ai serbi nella diaspora, la maggior parte dei quali negli Stati Uniti e in Canada e in piccola parte in Europa Occidentale e Australia. Nello stesso anno, il giorno della festa serba di Vidovdan, fu ordinato vojvoda cetnico per "particolari meriti nella lotta per l'interesse nazionale serbo" dal vojvoda cetnico in esilio Momčilo Đujić.
Dopo il ritorno dagli Stati Uniti, il 23 gennaio 1990 Šešelj fonda il Movimento libertario serbo, mentre il 14 marzo dello stesso anno il suo movimento si unisce al Rinnovamento Nazionale Serbo (erede dell'Associazione Sava, prima associazione anticomunista serba). L'unione dei due partiti portò alla creazione del Movimento del Rinnovamento Serbo (SPO).
Nonostante ciò, nel maggio del 1990 i due leader dello SPO, Vuk Drašković e Šešelj, si dividono e Šešelj insieme all'ala destra dello SPO, abbandona il partito e fonda il Movimento cetnico serbo.
Nell'ottobre del 1990 Šešelj viene arrestato per la seconda volta a causa della tentata distruzione della "Casa dei fiori", tomba di Josip Broz Tito, protestando contro l'insediamento del croato Stjepan Mesić alla presidenza della Repubblica Socialista Federale di Jugoslavia e per il raccoglimento di volontari per la difesa della Repubblica Serba di Krajina.
Appena uscito dal carcere il 14 novembre si candida a presidente della Serbia.
Šešelj alle elezioni del 1990 arriva al quinto posto con 96.277 voti, dopo Slobodan Milošević, Vuk Drašković, Ivan Đurić e Sulejman Ugljanin.

#### Primi anni novanta
Il 23 febbraio 1991 a Kragujevac viene fondato il Partito Radicale Serbo (di cui Šešelj è eletto presidente), nato dall'unione del Movimento cetnico serbo e dai comitati locali del Partito Radicale Popolare di Tomislav Nikolić.
Nel giugno 1991, nel comune di Rakovica, vengono ripetute le elezioni per un deputato all'Assemblea Nazionale Serba, Šešelj si candida e vince sconfiggendo Goran Karaklajić del Partito Socialista di Serbia e Borislav Pekić del Partito Democratico.
Durante le guerre nella ex-Jugoslavia, Šešelj si caratterizza per toni radicalmente nazionalisti, auspicando la creazione della "Grande Serbia", lungo la linea Karlobag-Ogulin-Karlovac-Virovitica. Raccoglie volontari mandati in guerra sotto il comando dell'Armata Popolare Jugoslava (JNA). Visita vari luoghi del conflitto Plitvice, Vukovar, l' Erzegovina e Semberija. A Vukovar è quasi ucciso da due proiettili. Si adopera anche sulla questione del Kosovo, chiedendo l'espulsione dei terroristi e degli albanesi giunti dopo la Seconda guerra mondiale.
Nel dicembre 1992, Šešelj riesce a far cadere il governo federale jugoslavo guidato da Milan Panić e poco dopo nel giugno del 1993 a ottenere le dimissioni del presidente della Repubblica Federale di Jugoslavia.
Nella sfera pubblica diventa famoso come grande oratore, veloce e tagliente, quasi invincibile nei conflitti politici pubblici. Le sue orazioni sono caratterizzate da "grida, urla e pressioni psicologiche in modo che l'avversario non possa riprendere fiato" tanto che egli non esita, spesso e volentieri a insultarlo. Šešelj è coinvolto in scontri con la sicurezza del Parlamento, durante il dibattito nell'Assemblea Federale in occasione della sua espulsione dal Montenegro da parte del regime di Momir Bulatović (dopo il comizio a Herceg-Novi) dopo aver sputato sul presidente del Parlamento Radoman Bozovic. Più tardi è espulso anche dalla Bosnia ed Erzegovina.

#### Dall'opposizione a Milošević fino alla Bulldozer Revolution
Finisce in prigione per la terza volta dal 29 settembre 1994 al 29 settembre 1995.
Alle elezioni locali SRS riesce a conquistare il comune di Zemun, di cui Šešelj è eletto sindaco. Nel 1996 gli fanno visita il leader del Partito Liberal-Democratico di Russia Vladimir Žirinovskij e il presidente del Fronte Nazionale Jean-Marie Le Pen, nominato cittadino onorario di Zemun. Per tutto il periodo 1993–1998 Šešelj conduce una politica di ferrea opposizione al regime del Partito Socialista di Serbia (SPS) di Slobodan Milošević.
Alle elezioni presidenziali in Serbia del 21 settembre 1997 Vojislav Šešelj ottiene 1.125.140 voti ed entra nel secondo turno, battendo con il 50,61% dei voti validi il rivale Zoran Lilić (SPS), ma la commissione annulla il risultato poiché l'affluenza è stata del 48,88%, ovvero inferiore al quorum necessario del 50%. L'elezione suppletiva tenutasi il 7 dicembre viene vinta da Milan Milutinović (SPS), che riesce a sconfiggere Šešelj.
Nonostante ciò, in seguito alle elezioni parlamentari del 1997 SPS e SRS si coalizzano nel "Governo di unità nazionale", di cui Šešelj è eletto vicepremier. La posizione della Serbia all'inizio del mandato di questo Governo è seria: i rapporti con il governo autonomista del Montenegro, guidato da Milo Djukanović, sono estremamente tesi e, come se non bastasse, la ribellione armata nel Kosovo, dopo il referendum in cui si respinge la partecipazione di negoziatori internazionali e il collasso dei negoziati a Rambouillet, sfocia nell'intervento della NATO contro la Repubblica Federale di Jugoslavia il 24 marzo 1999.
L'operazione NATO viene interrotta con la firma dell'accordo di Kumanovo, che istituisce un protettorato delle Nazioni Unite e sospende di fatto l'indipendenza del Kosovo dalla Serbia; Šešelj e il SRS si oppongono a questa soluzione abbandonando il governo nel 2000.
Il Partito Radicale Serbo registra un pessimo punteggio sia nelle elezioni federali che nelle elezioni parlamentari del 2000, in seguito a cui la Bulldozer Revolution segna la fine della presidenza di Milošević.
In seguito all'arresto di Slobodan Milošević e alla sua estradizione all'Aja Šešelj diviene il punto di riferimento dei nazionalisti serbi, tanto che ottenne l'appoggio dello stesso Milošević in occasione delle elezioni presidenziali del 2002 (anch'esse annullate per via dell'affluenza), dove conquista ben il 37% dei voti.

#### Processo e condanna per crimini contro l'umanità
Il Tribunale penale internazionale per l'ex-Jugoslavia (ICTY) incrimina nel gennaio 2003 Vojislav Šešelj per crimini contro l'umanità e violazioni delle leggi e delle usanze di guerra in Croazia, Bosnia ed Erzegovina e Vojvodina, accusandolo di "discorsi e dichiarazioni che hanno contribuito alla decisione di commettere questi crimini". Šešelj si consegna volontariamente il 23 febbraio 2003 e resta in detenzione in attesa di giudizio per quattro anni e mezzo, fino al novembre 2007. Nel frattempo, nell'autunno del 2005 testimonia nel processo contro Slobodan Milošević.
Tomislav Nikolić, vicepresidente del SRS, assume la leadership del partito dopo l'arresto di Šešelj. Anche dopo il suo arresto il SRS rimane relativamente forte (28% dei voti circa).
Il SRS è stato all'opposizione del governo serbo guidato da Vojislav Koštunica e composto dal Partito Democratico di Serbia, da G17 Plus e dal Movimento del Rinnovamento Serbo-Nuova Serbia.
Nell'autunno del 2006 il SRS sostiene l'adozione della nuova Costituzione della Serbia.
Ai primi di novembre del 2007 viene avviato il processo contro Šešelj. Nel febbraio 2008 la dichiarazione d'indipendenza del Kosovo causa la caduta del secondo governo Koštunica e nuove elezioni indette per il 11 maggio. A queste elezioni il SRS arriva al secondo posto, con 78 deputati, rimanendo all'opposizione del governo di Mirko Cvetković.
Nel settembre del 2008 Šešelj e Tomislav Nikolić si scontrano sulla linea del SRS riguardo all'entrata nell'UE. Ciò causa l'abbandono del SRS da parte di Nikolić, che insieme a 20 deputati forma il Partito Progressista Serbo (SNS).
Šešelj accusa Nikolić di essere stato "spinto da servizi segreti stranieri" a causare la scissione del SRS.
Il 12 ottobre 2014, dopo 11 anni e 8 mesi di processo senza condanna in primo grado (caso unico nel diritto internazionale), Šešelj viene rilasciato in libertà temporanea per potersi curare dopo che gli viene diagnosticato un cancro al fegato. In seguito Šešelj torna in Serbia e riprende l'attività politica.
Il 31 marzo 2016 il Tribunale penale internazionale dell'Aja (ICTY) lo assolve in primo grado dichiarandolo non colpevole per tutti i nove capi di imputazione.
Šešelj viene infine condannato in appello l'11 aprile 2018 a dieci anni di carcere, già espletati, per crimini contro l'umanità: incitamento all'odio riguardo ai crimini commessi durante i conflitti in Croazia e Bosnia ed Erzegovina, oltre che per la persecuzione contro la popolazione croata della provincia serba della Vojvodina.

#### Le elezioni del 2016 e il ritorno in Parlamento
Alle elezioni parlamentari in Serbia del 2016 il SRS riconquista lo status parlamentare (8,10%; 22 seggi) e Šešelj viene rieletto deputato, carica che ha mantenuto fino al 2020.

## Pubblicazioni
1. Il concetto marxista del popolo armato (Марксистички концепт наоружаног народа), 1983.
2. Accusa contro Josip Broz Tito (Оптужница против Јосипа Броза Тита), 1990.
3. La fenomenologia del dispotismo balcanico (Феноменологија балканског деспотизма), 1992.
4. Milošević arresta i radicali (Милошевић хапси радикале), 1994.
5. Il popolo serbo e il nuovo ordine mondiale (Српски народ и нови светски поредак), 1999.
6. Un controrivoluzionario nella Bulldozer Revolution (Контрареволуционар у булдожер револуцији), 2001.
7. L'ideologia del nazionalismo serbo (Идеологија српског национализма), 2002.
8. L'affare Hrtkovci e la puttana ustascia Nataša Kandić (Афера Хртковци и усташка курва Наташа Кандић), 2003.
9. Saddam Hussein contro l'aggressione globalista (Садам Хусеин против агресивног глобализма), 2003.
10. Nelle fauci della puttana Del Ponte (У чељустима курве Дел Понте), 2004.
11. L'aiutante del diavolo il papa criminale Giovanni Paolo II (Ђаволов шегрт злочиначки римски папа Јован Павле Други), 2005.
12. L'Unione europea creazione satanista (Европска унија сатанистичка творевина), 2006.

Le altre sono disponibili su www.vseselj.com.